# The Soap Girls
The Soap Girls o The SoapGirls es un dúo femenino de punk rock (ellas emplean con preferencia el término revolt rock para describir su sonido), fundado en Ciudad del Cabo, Sudáfrica, en 2011 y compuesto de pleno derecho por las hermanas de origen parisino Camille y Noémie Debray. No obstante, cabe mencionar que hasta la fecha han tocado con las mismas numerosos baterías de sesión como Arya Goggin, de la banda galesa Skindred, Daniel Ryan, Sam Ogden, Brandon Shore, Sasha Righini o Danny Shaw, ya que según sus propias palabras «se trata más de la energía y la sinergia que sentimos cuando tocamos juntos que del género».
Entre otros escenarios del Reino Unido e Irlanda y países de Europa continental como Alemania, Austria, Bélgica, Francia, Italia, Países Bajos o Suiza, de los años 2015 a 2019 actuaron dentro de sus primeras cinco series de conciertos en Wolverhampton (5 sep. 2015) (debut), Grimsby (31 oct.), Londres (6, 13 nov.), Nottingham (14), Whitchurch (21; 22 oct. 2016), Londres (14 may. 2016), Morecambe (Nice & Sleazy Festival [28 may.]), Coalville (24 jun.), South Normanton (Rock & Bike Festival [15 jul.]), Bradford (27 ago.), Lancaster (16 oct.), Grimsby (1 jul. 2017), Northampton (Sixfields Rock Festival 2017 [9 jul.]), Leicester (22), La Haya (9 sep.), Colonia (13), las dos ediciones del Rebellion Punk Music Festival celebradas en Blackpool los veranos de 2017 y 2018, Ámsterdam (11 may. 2018 [+18]), Colonia (15 may. [+18]), París (17 [+18]), Orleans (20 [+18]), Bideford (7 jun. [+18]), Edimburgo (25), Newcastle-under-Lyme (29), el Amplified Festival de Eastington (8 jul.), Brighton (29 ago.; con Penny Blood  y Here Are the Young Men & Uncle Peanut), Haarlem (29 may. 2019 [+18]), Londres (1 jun. [+18]), Lewes (30 [+18]), Bedford (1 sep. [+18]), Malinas (17 [+18]), 3 nov.; con No Content y A Void [+18]), Stamford (13 jun. [+18]), Glasgow (18 [+18]), Nottingham (27 [+18]), Leeds (29 [+18]), Chester (28 jul. [+18]), Belfast (4 ago.; con Belwood), Bradford (Shuttle Shuffle Festival [18 ago.]), Buxton (29 [+18]), Leicester (30 [+18]), Zottegem (16 sep. [+18]), Barberaz (23 [+18]), Milán (27), Höchst (12 oct. [+18]), Stuttgart (25), Sheffield (1 nov. [+18]), Salisbury (8 [+18]), Leeds (12 [+18]), Glasgow (14 [+18]), Edimburgo (15; con KilgrVston [+18]), etcétera, concluyendo en The Trades de Rotherham (16 [+18]) «con un espectáculo desenfrenado que contó con una máquina instalada en la parte posterior del salón que generaba grandes cantidades de espuma y que pronto transformó el piso en un lodazal mientras la gente se rociaba crema de afeitar, "cuerda tonta" y productos similares unos sobre otros».
Tras el lanzamiento en 2017 del CD Societys Rejects han sido elogiadas por la crítica musical en diversos medios como Classic Rock, Daily Mirror, Flirt Magazine (feb. 2021), Ion Indie Magazine (may.-jun. 2021), Melographic (oct. 2015), New Sound Generation, Original Rock, Planet Rock, Power Play, Total Rock, Vive le Rock, BBC Radio 1, Planet Rock Radio (donde fueron incluidas en su lista de reproducción), los sitios web CrazyMinds (quien calificó su álbum In my Skin con una puntuación de 8,5 sobre 10) o Louder than War, que destaca mayormente sus «"himnos" alternativos, estribillos pegadizos, energía, crudeza y autenticidad [de sus presentaciones en vivo]», como ejemplos de «una actitud más que provocativa», que «no se cortan siquiera por mostrar sus pechos», por lo que se han convertido en una de las formaciones femeninas más discutidas del ambiente musical del primer tercio del siglo xxi, «que parecen tener tantos detractores como admiradores».
De hecho suelen aparecer ante el público «esencialmente desnudas/vestidas únicamente con "hilo dental" y medias/poco más que ciertos toques de pintura corporal y escasa lencería/un par de bragas, [elaborados tocados] y sus respectivos instrumentos», lo que las propias integrantes de la banda consideran como «un hecho del que estamos orgullosas», una forma de «alentar a las personas a salir de sus caparazones y renunciar a las etiquetas que la sociedad les ha impuesto», de «cabrear a la gente», de descubrir que hay quienes «se enojan por ver una teta pero no se ponen furiosos por ver que hay personas sin hogar, que no importan a nadie», así como una manera de reivindicar la igualdad de género respecto a la indumentaria con la que salen a escena, de ahí que los baterías también actúen con el torso desnudo, que incluso en numerosas ocasiones sean las propias artistas las que animen a los espectadores de uno u otro sexo que con asiduidad son invitados a subir al escenario y al público en general a que también se desnuden de cintura para arriba, puesto que «a nosotras el que hombres o mujeres estén de esta forma nos da exactamente lo mismo», o hasta afirmen que si quieren quitarse toda la ropa no se detengan por convenciones, regulaciones y otras normas que la sociedad, los Gobiernos o cualquier otro organismo creen que tienen que imponerse. «Y si a alguien le ofende la desnudez que se quede en la parte de atrás».
Sus fanes son conocidos como The SoapSuds, la mayoría de los cuales se hallan en Inglaterra, Estados Unidos y Japón.

## Trayectoria musical

### Niñez e inicios artísticos (2004, aprox.-2009)
Camille y Noémie Debray comenzaron su carrera musical con nueve (Mille) y ocho años (Mie es once meses menor que su hermana) como artistas callejeras cantando y vendiendo jabones caseros producidos por su madre y actual representante Sam Debray (cuyas ganancias destinaban a hospitales públicos como el Groote Schuur, organizaciones benéficas o personas sin hogar) por el suburbio costero de Hout Bay, Ciudad del Cabo, adonde habían llegado «con lo puesto» desde su París natal tres o cuatro años antes, por lo cual empezaron a ser conocidas por los turistas que frecuentaban la zona como the SoapGirls (las Chicas del Jabón). «Así los 365 días del año durante nueve años».
En 2008, es decir, cuando ya tenían alrededor de trece y doce años les surgió la oportunidad de grabar profesionalmente varias canciones con la empresa de amplificadores Marshall, lo que dio como resultado la inclusión del tema Boys Boys-Mix2 en un disco recopilatorio japonés publicado al año siguiente:

Nunca fue una decisión consciente. Teníamos trece y doce años, tocábamos en la calle y una persona nos pidió que fuéramos a grabar a su estudio. Fue una experiencia muy loca pero fue el comienzo de nuestra historia de amor con la grabación musical.

A la pregunta de Hypable sobre qué les hizo decidir pasar de actuar en la calle a tomar una ruta más profesional grabando y lanzando un álbum.

### Años 2010:Calls for Rebellion, primera gira por el Reino Unido,Societys RejectsyElephant in the Room
Tras diversas pruebas por todo el país, con tan solo dieciséis y quince años firmaron un contrato con el sello discográfico Universal Records South Africa que culminaría con la grabación de un primer álbum de estudio —Xperience—, publicado con fecha 1 de enero de 2011, que inmediatamente estuvo disponible para usuarios de iTunes de Francia, el Reino Unido y Japón y que encabezó las listas de popularidad, y cuatro temas —Sour, Lucky Tonight, Hurricane e In my Arms— ubicados a su vez entre los diez mejores sencillos, todos ellos lanzados entre los años 2011 y 2012, al mismo tiempo que empezaron a salir en diferentes de los principales espacios de la radio y la televisión sudafricanas, así como a realizar distintas giras nacionales, en los que se mostraría desde un primer momento la imagen provocativa de «dos superchicas jóvenes, escandalosas, atrevidas, calientes y sexis». Pero su incapacidad de comprender en qué se había convertido el «Movimiento TSG» al cabo de cuatro años, la necesidad de encontrar su propio estilo musical, así como de más libertad de expresión las hizo cortar los lazos con sus primeros días de estrellato.
Así que una vez cumplido el contrato con la compañía discográfica vendieron cuanto tenían y se mudaron a Nueva York, donde además de actuar en numerosos pubs y clubes de escasa audiencia para ganarse la vida grabaron los dos sencillos Lie to me y Looking for Love (dic. 2013) y otros temas para un álbum de debut en Estados Unidos, si bien cabe añadir que debido a los mismos problemas con la falta de control que habían tenido anteriormente con la Universal nunca llegó a publicarse.
De regreso a Sudáfrica, pues, optaron por proseguir su carrera en solitario (se incluiría en este aspecto la autoedición y consiguiente financiación de sus discos, así como la creación de su propio canal de YouTube), de resultas de lo cual se produjo el lanzamiento en 2014 del sencillo Hater, considerado por la crítica especializada como un punto de inflexión hacia un estilo e imagen más transgresores. Sobresale también en estos años el hecho de que la batería estuvo a cargo de una chica como puede observarse brevemente en el vídeo promocional a manera de cómic animado del tema Champagne Cocaine de 2015.
Al año siguiente se produjo la grabación de su primer álbum independiente titulado Calls for Rebellion, conformado por dieciséis canciones como Welcome to the Neighbourhood (pista 2), Voodoo Child (3), Hater (4) («un ejemplo perfecto de una maldita canción casi perfecta»), Bloody (5) («escrita para protestar contra los ataques a los agricultores en Sudáfrica y contra los políticos que tenían sangre inocente en sus manos»), Pretty Good Looking (8), Cigarettes and Medicine (10), Snakes and Ladders (13) o Champagne Cocaine (14) (basada en su vida de camareras), en las que se combinaron el grunge, el punk y el rock, en cuya portada figuró una fotografía en sepia de las chicas con las nalgas casi enteramente al aire, tras la cual iniciaron su primera gira por Reino Unido, el primero de los cerca de treinta conciertos de que constó la misma se celebró en el Robin 2 de Wolverhampton el 5 de septiembre:

MILLE. Un día alguien de Inglaterra se puso en contacto con nosotras, nos dijo que le encantaba nuestra música y se ofreció a organizarnos una gira.

MILLE. Cuando hicimos el primer álbum —Calls for Rebellion— necesitábamos algo con lo que viajar por Inglaterra. ¡Tuvimos cuarenta y ocho horas para grabar dieciséis temas que ni siquiera estaban terminados!

De mayo a octubre de 2016 realizaron una nueva gira de casi setenta conciertos por Inglaterra, Alemania, Austria, Italia, Países Bajos y Suiza, entre los que cabe mencionar el celebrado el 23 de junio en The Dublin Castle de Londres, con motivo del cual comentaron:

Se acepta que los chicos aparezcan sobre un escenario desnudos de cintura para arriba o hasta íntegramente desnudos (puedo nombrar muchas bandas que actúan de esa manera), pero si una mujer se atreve a ser libre en sus propios términos inmediatamente se afirma que está usando su cuerpo. ¿Por qué ha de ser diferente a cuando un hombre abraza su libertad?

A la pregunta sobre por qué a menudo actuaban casi desnudas.

Ya a mediados de 2017 salió a la venta el segundo (en el supuesto de que no se tome en cuenta el publicado por la Universal seis años antes) disco de estudio titulado Societys Rejects, considerado por el crítico musical Hugh Guiland (quien le otorgó una puntuación de 6 sobre 10) en la revista Vive le Rock como un álbum en el que aunque «no se hallan grandes innovaciones musicales, es cierto, se encuentra la desviación actitudinal de un rock inquebrantable, increíblemente alto en cuanto a los niveles de energía, que a veces solo se tiene que dejar salir», para el que Mille posó sin nada arriba, por lo que la imagen correspondiente no llegó a figurar en la versión japonesa de enero de 2020.
En agosto de aquel mismo año declararon a la periodista Alexandra Hawkins:

No estamos seguras de tener un cierto papel en una sociedad con la que no estamos de acuerdo, pero estamos aquí para alentar a las personas a luchar por sus derechos y reconocer que, como individuos, tienen una función que desempeñar, especialmente para aprender a defenderse: levantarse y ser valientes y estar orgullosos de todo lo que pueden ser sin preocuparse de si encajan en las diversas etiquetas que la sociedad tiende a otorgar a los demás. Queremos que las personas comiencen a enfrentarse a los Gobiernos que aplican políticas que deshabilitan y desaniman al hombre de la calle y estamos aquí para ser escuchadas y destacar los problemas en una sociedad cada vez más despiadada e irreflexiva, en una sociedad que definitivamente necesita atender a los más vulnerables. Decimos que el poder está dentro de todos y cada uno de nosotros y esperamos mantener este movimiento y espacio de libertad de juicio en crecimiento.

Sobre el hecho de hacer toples ante el público Mille dijo en mayo de 2018:

Han asistido a nuestros conciertos jóvenes espectadores que tras finalizar nos han dicho que al comienzo solo estaban pendientes de observar nuestros pezones pero que rápidamente se acostumbraron a verlos y pasaron a escuchar nuestras canciones.

O más explícitamente:

MIE. La gente nos dice que deberíamos usar vaqueros y una camiseta, que entonces nos tomarían en serio.
MILLE. Nadie se lo dice a los hombres, nadie le dice a Iggy Pop que se ponga la camisa. Odio decírtelo, pero hasta cuando tenga sesenta años voy a seguir enseñando las tetas.

En la misma entrevista (a la pregunta de Guy Shankland sobre cómo se imaginaban dentro de diez años) respondieron:

MILLE. Aún de gira. Espero que el mundo haya progresado y sea más abierto de mente, así que nunca tenga que justificar cómo me visto en el escenario.
MIE. Que asistan más personas con el torso desnudo a nuestros espectáculos, tanto hombres como mujeres.
MILLE. Estaré feliz el día que no me pregunten en una entrevista por qué me visto como lo hago.
MIE. Seré feliz cuando la gente deje de avergonzarse de su cuerpo.

Al año siguiente en la revista en línea My Global Mind sobre cómo no tener problemas con nadie:

MIE. Disfruta la vida, enseña las tetas.
MILLE. No tienes que hacerlo literalmente; quiero decir, haz lo que te haga feliz.
AH (Adrian Hextall). Lo que te haga sentirte cómodo.
MILLE. Exacto.

El 25 de julio de 2019 se publicó el doble álbum Elephant in the Room, compuesto por diecinueve temas (dos de ellos [One Way Street, «Lleno de angustia, poder y pasión», y Sugar Gets You High] versionados en inglés y francés) como Charlie Brown, Hate Breeds o In the Name of God, sobre los derechos de los animales, en el que las dos salieron básicamente desnudas, si bien cubiertas con pintura corporal representando prendas de ropa muy ajustadas.
Pero obviamente el evento que más repercusión mediática ha tenido hasta el presente fue el que tuvo lugar el martes 1 de noviembre de 2016 en The Union Bar de Hastings, a lo largo del cual además de ser tildadas de prostitutas fueron rociadas con una especie de pegajosa sangre artificial. El dueño del local, tras asegurar que estaba completamente a favor de la libertad de expresión, comentó en redes sociales que las responsables del incidente eran las propias chicas por presentarse «tan desnudas». Solo dos días después compusieron el tema Bad Bitch (Mala puta) incluido en su segundo álbum —Societys Rejects— producido de forma independiente en 2017.

### 2020-2023: Visual Worldwide Tour, giras por Europa, EEUU, Japón,In my Skiny otros proyectos
A mediados de diciembre de 2020 salió el tema Heart in Bloom, primer adelanto de su cuarto álbum de estudio —In my Skin—, cuyo videoclip se rodó en las playas del Cabo y en el que según sus autoras se narra «el dolor que se siente cuando se pierden seres queridos y se cuentan los minutos que faltan para verlos otra vez».
Casi año y medio después, concretamente el 15 de abril de 2022, se lanzó un segundo sencillo titulado Breathe, «un tema empapado de sol que desentierra cierta nostalgia y que todavía cuenta con el estilo característico y el carácter moderno de la banda».
Por aquellas mismas fechas, tras dos años de inactividad en cuanto a sus apariciones en vivo debido a las restricciones impuestas a causa de la pandemia de COVID-19 (en su lugar realizaron desde el estudio de grabación levantado provisionalmente en el garaje de su casa más de cuatrocientas emisiones virtuales dentro de la llamada Visual Worldwide Tour al ritmo de cuatro por semana), comenzaron su sexta gira de conciertos en directo titulada Don't Give a Damn con un espectáculo restringido a cincuenta personas celebrado el 9 de abril en The Hive de Rotherham, que las llevó a actuar en los meses siguientes por distintos países de Europa como Países Bajos (Helmond, 24 abr.), Austria (Höchst, 29), Alemania (Stuttgart, 1 may.; Obermarchtal, 5; Múnich, 6; Fráncfort, 12; Tréveris, 22; Düsseldorf, 25 [privado]), Suiza (Martigny, 27), Francia (Barberaz, 30), Dinamarca (17 may.), Bélgica (5 jun.), Italia (Nimis, 8; Rímini, 11; Milán, 17 [+18]; Savona, 18; Novara, 20), Reino Unido (Swansea, 3 jul.; Chester, 6; Wakefield, 8; Nottingham, 10; Grimsby, 14; Brighton, 22 [+16]; Southampton, 30; Newcastle upon Tyne, 3 ago.; Glasgow, 5; Preston, 6), Estados Unidos (La Crosse, Wisconsin, 13 ago. [+18]; Lombard, Illinois, 18 [+18]; Youngstown, Ohio, 19 [+18]; Cheviot, Ohio, 20, 24 [+18]; Mechanicsburg, Pensilvania, 25 [+18]; Virginia Beach, Virginia, 26 [+18]; Mount Pleasant, Carolina del Sur, 27; Satellite Beach, Florida, 28 [+18]; Chicago, Illinois, 1 sep. [+18]; Mineápolis, Minnesota, 2 [+18]) o Japón (25 sep.-6 oct.) y que tras una nueva serie de once actuaciones por el Reino Unido (9-28) terminó en el Percy's de Whitchurch el 29 de octubre de dicho año.
El 18 de junio, es decir, en plena gira europea se puso a la venta su cuarto álbum de estudio independiente —In my Skin—, en el que se incluyen catorce temas como los antes citados Breathe (pista 1) y Heart in Bloom (8), Wasted (4), Summer Rain (11) o Kill Breed (14) calificado por Laura Slominsky de «fascinante y a la vez ferozmente eléctrico».

Es por ello que musical y conceptualmente hablando In my Skin es un álbum sobresaliente, rabioso, sutil y penetrante como un latigazo lleno de contenidos, ritmos y mensajes que merece ser un exitazo.

Por su parte Ian Corbridge comentó respecto a varias canciones del mismo:

El reciente sencillo Breathe establece el tono atrevido del álbum ya en su primera línea, «Abre los ojos, abre tu mente», mientras se pone en marcha como un tren en un juego al estilo de los Ramones.

Como sugiere el título, Demons tiene un toque más oscuro y sucio con voces casi distorsionadas ya que la narrativa parece adoptar una visión quizá más introspectiva de las cosas que nos devoran por dentro. Este sonido de guitarra sucio se puede encontrar de nuevo tanto en She Don't Wanna como en Psycho, si bien ambos temas muestran su inclinación a convertir un riff duro en una canción pop caótica con una gran actitud punk. De manera similar, Wasted extiende los límites dinámicos al máximo mientras cambia sin esfuerzo de un ritmo resonante a un rock pesado completo.
La canción principal, In my Skin, se siente como un grito de guerra para desafiar todas esas cosas que buscan destruir nuestro sentido de confianza inherente en nosotros mismos. Breakdown podría servir fácilmente como un comentario social de los últimos dos años de pandemia elevándose a grandes alturas.
Medited Bubble Bath comienza con una cruda arenga que no deja dudas sobre la postura política de las hermanas antes de lanzarse a una epopeya de rock and roll con toques de punk. Heart in Bloom es una historia sincera sobre la pérdida de un ser querido mientras que Broken Melody habla más sobre el amor y la pérdida con una perorata al estilo death metal que tal vez enfatiza el hecho de que las cosas finalmente terminaron. Summer Rain es más bien una balada que sugiere que nada dura para siempre.
Promise You es una mezcla de psicodelia al estilo Pixies con una visión sombría del mundo que sugiere que «Siempre moriremos solos, los amigos están lejos y son pocos». La canción de cierre, Kill Breed, es otro tema duro de estilo death metal que alude a la naturaleza alarmante, sin sentido y peligrosa de los juegos violentos que parecen ser tan populares en la sociedad moderna.

Paralelamente la cadena de tiendas de música estadounidense Tower Records lo consideró como uno de los cinco mejores álbumes de 2022 en Japón. En lo que respecta al cuadernillo correspondiente cabe señalar que como en los tres anteriores figuraron diversas imágenes de las chicas en ropa interior, si bien a diferencia de aquellas apareció en este caso una fotografía de Mie tomada en la playa, donde se ve a la cantante prácticamente desnuda, debido a lo cual tampoco fue sacada en la versión japonesa de octubre del mismo año.

#### 2023: Love Potion
A principios de mayo de 2023 empezó su nueva gira de espectáculos en vivo titulada Love Potion, compuesta de un centenar de conciertos celebrados en distintas ciudades de Reino Unido (Plymouth [4], Newquay [5], Londres [11], Southampton [12], Huddersfield [18], Grimsby [20; con Suburban Toys], Hull [21], Kingston [3 jun.]), Estados Unidos (Sioux Falls, Dakota del Sur [8]; Omaha, Nebraska [9]; Oklahoma City, Oklahoma [11]; Houston, Texas [15]; El Paso, Texas [20]; Albuquerque, Nuevo México [21]; Flagstaff, Arizona [22]; Las Vegas, Nevada [23]; Fort Collins, Colorado [29]; Denver, Colorado [30]; Lincoln, Nebraska [1 jul.]; Springfield, Misuri [2]; Chicago, Illinois [8]; Sturtevant, Wisconsin [9]; Madison, Wisconsin [12]; La Crosse, Wisconsin [13]; Cadott, Wisconsin [15]), de nuevo Reino Unido (Cambridge [20], Coventry [22], Bridlington [25], Edimburgo [26], Paisley [27], Chester [28]), Japón (15-20 ago.), Bélgica (Metal Babes Festival, Bree; Schaerbeek [1-2 sep.]), Alemania, Suiza y Francia (5-21), la cual tras los conciertos de Illinois, Ohio, Nueva York, Pensilvania, Nueva Jersey, Massachusetts, Virginia, Carolina del Norte, Carolina del Sur, Florida, Alabama, Tennessee, Indiana y nuevamente Illinois (5 oct.-4 nov.), más otros ocho de vuelta por Inglaterra (9-14, 16-17), finalizó en The Black Prince de Northampton el sábado 18, todos ellos clasificados como «no aptos para menores».

## Influencias musicales
En cuanto a los conjuntos y solistas que según las cantantes más han influido en la formación de su estilo (si bien caracterizado por la confluencia de numerosas formas y géneros musicales) se encuentran entre otros The Runaways, Joan Jett, Marilyn Manson, Sex Pistols o Kiss, «todos los cuales han sufrido en algún momento de sus carreras el odio y las dificultades debido a su inconformismo, su fuerte imagen y sus opiniones abiertas», así como Killing Joke, Black Sabbath, The Steve Miller Band, Nirvana, Alice in Chains o Alanis Morissette «por sus melodías verdaderamente fuertes y sus distintos tonos de guitarra».

Al ser dos es una respuesta compleja, así que en pocas palabras somos una mezcla de todos esos géneros, pero el núcleo de Mie es definitivamente más pop punk mientras que Mille es más rock grunge. Utilizamos el término revolt rock [rock rebelde] para describir nuestro sonido.

A la pregunta sobre si su «núcleo» era metal, rock, punk, pop, etcétera.

## Vida privada y declaraciones
En el plano personal continúan residiendo en el suburbio costero de Hout Bay, Ciudad del Cabo, adonde regresan tras cada larga gira de entre seis y siete meses de conciertos, y desde donde se mantienen en contacto casi diario con sus fanes por medio de su canal oficial de YouTube, Facebook, Instagram, Twitter, etcétera.
Más concretamente Mille se define a sí misma como nudista («a menudo actúo en toples o con el cuerpo pintado, es como me siento cómoda y lo hago porque quiero. Mi hermana es todo lo contrario por lo que generalmente usa mucha más ropa que yo. ¡Así es como ella se siente a gusto!»), declaran que «nuestra música está para cabrear a la gente y hacerle pensar en lo jodido que está este mundo», que «el sistema nos vende el sueño de ser libres cuando en realidad no lo somos», les «entristece el hecho de que la desnudez femenina esté relacionada únicamente con la pornografía y los clubes de estriptis» y ninguna de las dos es partidaria de mantener relaciones sexuales antes del matrimonio.

### Otras citas
- «[Alguna gente] nos dice todo el tiempo que vendemos sexo sin talento, que por eso enseñamos las tetas».

Mie en un momento del concierto celebrado en el Black Lion de Bridlington, Inglaterra, el 25 de julio de 2023.
- «Cada día es diferente y dependiendo de cómo nos sintamos y de los materiales con los que tengamos que trabajar decidimos lo que nos vamos a poner. La mayoría de las veces solo nos pintamos el cuerpo, lo cual es divertidísimo ya que estamos esencialmente desnudas pero como la gente no puede vernos la piel ni los pezones resultamos menos "amenazantes" que cuando usamos bikinis».

A la pregunta sobre si hablaban con antelación acerca de cómo se iban a presentar en el escenario.
- «Cuando no estamos de gira tenemos nuestra sede en Ciudad del Cabo, Sudáfrica. Es un país hermoso pero tiene muchos problemas y mucha violencia, por lo que nunca nos falta material para escribir. También el hecho de haber comenzado como artistas callejeras expuestas a gente de todos los ámbitos de la vida nos dio una buena base y moldeó la forma en que nos expresamos a través de nuestra música. Cada una de nuestras canciones está escrita desde una experiencia personal y crecer en Sudáfrica ha sido a veces muy duro y hemos vivido algunas circunstancias bastante agitadas».

A la pregunta sobre cómo creían que había influido en su sonido el hecho de vivir en Sudáfrica.
- «En el Cinturón de la Biblia [risas]».

A la pregunta sobre en qué lugar o lugares de los Estados Unidos tenían más ganas de actuar.
- «En la sociedad actual, que una mujer enseñe los pezones es más peligroso que la guerra o las armas».

Mie en un momento del concierto celebrado en The Vortex de Akron, Ohio, el 7 de octubre de 2023.
- «En primer lugar, la sociedad te dice que te cubras y seas "decente", así que nosotras, por supuesto, no íbamos a hacer eso».[361][149]
- «En un espectáculo con numeroso público nos quitamos los minishorts y nos quedamos en tanga. Terminamos con un beso francés ya que realmente queríamos demostrar que ciertas personas nos importaban un carajo. ¡Estamos muy contentas de decir que no lo disfrutamos [risas]!»

A la pregunta sobre qué era lo más transgresor que habían hecho sobre un escenario.
- «Esta canción se titula Societys Rejects y queremos que os quitéis la parte de arriba. Aquí nadie se va a fijar en si tenéis las tetas más grandes que las mías. ¿No es una locura que en algunos lugares hacer toples sea ilegal?»

Mie a varias asistentes al concierto celebrado en el Feierwerk de Múnich, Alemania, el 6 de mayo de 2022.
- «La vida es demasiado corta para desperdiciarla odiando».[363]
- «Los comentarios más hermosos vienen de personas que se han sentido solas y rechazadas toda su vida diciéndonos que finalmente se sienten orgullosas de ser quienes son. Muchos de nuestros fanes nos han seguido desde nuestros primeros días de actuaciones callejeras cuando teníamos ocho o nueve años. A menudo alguien viene a un espectáculo y nos dice lo orgulloso e inspirado que se siente de habernos conocido desde entonces, eso para nosotras es muy especial».

A la pregunta sobre cuales habían sido los comentarios más positivos e inspiradores que habían recibido por su trabajo.
- «Mille escribe en su cuerpo la lista de canciones que vamos a interpretar, así como declaraciones antipolíticas y nombres de organizaciones defensoras de los derechos de los animales. Nuestros tocados son algo irónicos ya que son hermosos a la vista pero los temas y mensajes que cantamos no lo son».

A las preguntas de Mark Sugiyama sobre qué escribían en sus cuerpos en los conciertos en vivo y qué representaban los tocados.
- «No se puede encasillar a nuestros seguidores. Han asistido a nuestros espectáculos desde una niña de doce años hasta una mujer de ochenta y cinco que subió al escenario quitándose el sostén, agitándolo en el aire y diciendo: "¡Vete a la mierda!" Fue genial».

A la pregunta sobre qué clase de espectadores asistían a sus conciertos.
- «Nuestro objetivo es haber lanzado para entonces otros siete álbumes, recorrer el resto del mundo, acumular un ejército de rechazados de la sociedad que viven la vida al máximo y aman nuestra música y tal vez tener nuestro propio programa de televisión y línea de moda. También queremos construir una plataforma para abordar los problemas cercanos a nuestros corazones y poder permitir que otros alcancen su máximo potencial».

A la pregunta sobre cuales eran sus objetivos de cara a los próximos diez años.
- «Nunca antes la lucha por la libertad de expresión había sido tan importante. Hemos avanzado mucho pero el hecho de que todavía hoy en día tengamos que luchar contra la censura significa que la guerra no ha terminado. ¡La corrección política no tiene cabida en el arte!»[59]
- «¿Os habéis dado cuenta de que Danny [el batería] está sin camiseta?

»Danny, estás genial.
»De todas formas, la gente no se ofende por ver pezones masculinos sino femeninos».
Mie al público asistente al concierto celebrado en The Camden Assembly de Londres el 11 de mayo de 2023.
- «Quiero que cuando volváis esta noche a vuestras casas y os miréis en el espejo améis a la persona que veréis enfrente. Así que quiero que si os sentís cómodos os quitéis como hago yo la ropa de cintura para arriba. Basta de normas sociales. No es necesario que lo hagáis si no os apetece y tomaos vuestro tiempo».

Mie dirigiéndose al público asistente al concierto celebrado en The Rickhouse de Denver, Colorado, el 30 de junio de 2023.
- «Vivimos en una sociedad tan sexista que la mayoría de la gente acepta que un hombre esté desnudo en público. Pero si yo me quito el sostén a mitad de una actuación, aunque los dos tengamos la misma talla de pecho, las "puertas del infierno" se abren y la Policía se pone en marcha».

Mie en un momento del concierto celebrado en el Live Wire Lounge de Chicago, Illinois, el 8 de julio de 2023.

## Discografía
| Álbumes de estudio (5)              | Álbumes de estudio (5)         | Álbumes de estudio (5) | Álbumes de estudio (5) | Álbumes de estudio (5)     | Álbumes de estudio (5)      | Álbumes de estudio (5) |
| Título                              | Discográfica                   | País                   | Lanzamiento            | Formato                    | Géneros                     | Temas |
| ----------------------------------- | ------------------------------ | ---------------------- | ---------------------- | -------------------------- | --------------------------- | --- |
| Xperience                           | Universal Records South Africa | Sudáfrica              | 1 ene. 2011            | CD, álbum, estéreo         | Pop                         | 1 Lucky Tonight 2 Sour 3 Hurricane 4 Boom Boom 5 Xperience 6 In my Arms 7 Gold Digger 8 On my Lips 9 Casanova 10 Take it Fast 11 Puppet on a String |
| Calls for Rebellion (dos versiones) | The SoapGirls                  |                        | 17 ago. 2016           | Descarga digital, CD       | Alternative Rock, Punk Rock | 1 Pretend Friend 2 Welcome to the Neighbourhood 3 Voodoo Child 4 Hater 5 Bloody 6 Nymph 7 Hold on Tight 8 Pretty Good Looking 9 Waiting in the Wings 10 Cigarettes and Medicine 11 Black Mass 12 House of Fun 13 Snakes and Ladders 14 Champagne Cocaine 15 Ugly Underneath 16 Real |
| Societys Rejects (dos versiones)    | The SoapGirls                  |                        | 25 may. 2017           | Descarga digital, CD       | Alternative Rock, Punk Rock | 1 Societys Reject 2 Johnny Rotten 3 Waters Edge 4 Party in Hell (explicit) 5 Air 6 Step Outside 7 Original Sin 8 Sam's on Crack 9 Original Sin 10 Drag You Down (explicit) 11 Play with Fire 12 Break You (explicit) 13 Bury me Bonus tracks 14 Bad Bitch (explicit) 15 Rather Be Dead |
| Elephant in the Room                | The SoapGirls                  |                        | 12 jul. 2019           | Descarga digital, doble CD | Alternative Rock            | 1-1 One Way Street 1-2 Bitter 1-3 White Flag 1-4 Chains 1-5 Charlie Brown 1-6 Ex Girlfriend 1-7 Girl Next Door 1-8 Fall Down 1-9 I Stand Alone 1-10 One Way Street (bonus track) (en francés) 2-1 My Development 2-2 Filthy Little Liar 2-3 Sugar Gets You High 2-4 Fade to Black 2-5 Catch Release Kill 2-6 In the Name of God 2-7 Drown 2-8 Hate Breeds 2-9 Sugar Gets You High (bonus track) (en francés) |
| In my Skin (dos versiones)          | The SoapGirls                  |                        | 18 jun. 2022           | CD, álbum                  | Alternative Rock, Pop Rock  | 1 Breathe 2 Liar 3 Demons 4 Wasted 5 In my Skin 6 Breakdown 7 Medicated Bubble Bath 8 Heart in Bloom 9 She Don't Wanna 10 Broken Melody 11 Summer Rain 12 Psycho 13 Promise You 14 Kill Breed |

| Sencillos y EPs (15)                 | Sencillos y EPs (15)                     | Sencillos y EPs (15) | Sencillos y EPs (15) | Sencillos y EPs (15)        | Sencillos y EPs (15)                                                          |
| Título                               | Discográfica                             | País                 | Lanzamiento          | Géneros                     | Temas                                                                         |
| ------------------------------------ | ---------------------------------------- | -------------------- | -------------------- | --------------------------- | ----------------------------------------------------------------------------- |
| Sour                                 | Universal Records South Africa           | Sudáfrica            | 2011                 | Pop                         | —                                                                             |
| Lucky Tonight                        | Universal Records South Africa           | Sudáfrica            | 2011                 | Synth pop                   | —                                                                             |
| Hurricane                            | Universal Records South Africa           | Sudáfrica            | 2012                 | Pop                         | —                                                                             |
| In my Arms                           | Universal Records South Africa           | Sudáfrica            | 2012                 | Pop                         | —                                                                             |
| Lie to me                            | Divine Order Entertainment, LLC          | Estados Unidos       | 10 dic. 2013         | Pop                         | —                                                                             |
| Looking for Love                     | Divine Order Entertainment, Transparency | Estados Unidos       | 10 dic. 2013         | Pop                         | —                                                                             |
| Hater (dos versiones)                | The SoapGirls                            |                      | 2015                 | Rock                        | —                                                                             |
| Champagne Cocaine                    | The SoapGirls                            |                      | 2015                 | Electronic                  | —                                                                             |
| Rather Be Dead                       | The SoapGirls                            |                      | 12 ago. 2016         | Rock                        | —                                                                             |
| Bad Bitch                            | The SoapGirls                            |                      | 2016                 | Alternative Rock, Punk Rock | —                                                                             |
| One Way Street                       | The SoapGirls                            |                      | 2019                 | Rock                        | —                                                                             |
| Heart in Bloom                       | The SoapGirls                            |                      | 18 dic. 2020         | Rock                        | —                                                                             |
| Breathe                              | The SoapGirls                            |                      | 15 abr. 2022         | Rock                        | —                                                                             |
| Champagne Cocaine (edición limitada) | BIJ Records                              | Japón                | 2023                 | Rock                        | Cara A (45 RPM) Champagne Cocaine Cara B (33 RPM) 1 Johnny Rotten 2 Bad Bitch |
| Kill Breed                           | The SoapGirls                            |                      | 8 sep. 2023          | Rock                        | Kill Breed                                                                    |

| Recopilatorios (4)                                    | Recopilatorios (4)                        | Recopilatorios (4) | Recopilatorios (4) | Recopilatorios (4)     | Recopilatorios (4)     |
| Título                                                | Discográfica                              | País               | Lanzamiento        | Géneros                | Temas                  |
| ----------------------------------------------------- | ----------------------------------------- | ------------------ | ------------------ | ---------------------- | ---------------------- |
| Do the Independence and Bridge Build Burn by Yourself | Bridge Build Burn Corporation – GoTo-0000 | Japón              | 2009               | Electronic, Jazz, Rock | 1-87 Boys Boys-Mix2    |
| NOW That's What I Call Music! 59                      | EMI – CDNOWD (WEE) 59                     | Sudáfrica          | 7 nov. 2011        | Pop                    | 2-18 Sour              |
| Wood Trip Hop vol. 1                                  | Catwalk Records – CATWALKCOMP099          |                    | 14 abr. 2017       | Downtempo, Trip Hop    | 1-10 Champagne Cocaine |
| Agents of Oppression                                  | Riot Ready                                | Estados Unidos     | 13 mar. 2018       | Rock                   | 1-25 Break You         |

     Álbum o sencillo lanzado de forma independiente.
     No puesto a la venta.
     No consta.

## Giras musicales
- Tour 2015: Calls for Rebellion.
- Tour 2016: Disturbd.[366][367][368]
- Tour 2017: Party in Hell (Percy's, Whitchurch, 18 nov.; último concierto de la gira).
- Tour 2018: Stinks like Punk (The Trades, Rotherham, 17 nov.; último concierto de la gira).[369][370][371][372]
- Tour 2019: Sniff my Strap (The Trades, Rotherham, 16 nov.; último concierto de la gira).[373][374][375][376][377]
- Tour 2020: Rebels with Cause (virtual).
- Tour 2021: Rebels with Cause (virtual).
- Tour 2022: Don't Give a Damn (BLAH BLAH, Turín, 19 jun.)[378][379][380][381][382][383][384][385][386][387]
- Tour 2023: Love Potion (MARZ, Shinjuku, 20 ago.)[388]